# Antherospora vaillantii
Antherospora vaillantii är en svampart som först beskrevs av Tul. & C. Tul., och fick sitt nu gällande namn av R. Bauer, M. Lutz, Begerow, Piatek & Vánky 2008. Antherospora vaillantii ingår i släktet Antherospora och familjen Floromycetaceae.   Inga underarter finns listade i Catalogue of Life.